# Białe (Szczawa)
Białe – część wsi Szczawa w Polsce, położona w województwie małopolskim, w powiecie limanowskim, w gminie Szczawa.
1973–2024 w gminie Kamienica. W latach 1975–1998 Białe administracyjnie należało do województwa nowosądeckiego.
Osiedle Białe składa się z kilkudziesięciu domów i zabudowań gospodarskich. Położone jest na południowych stokach Krzystonowa i wschodnich Jasienia, nad Kamienicą, na wysokości 610–780 m n.p.m. (zabudowania). Oddalone jest ok. 5 km od centrum wsi, 17 km przez DW 968 od Łącka, 20 km przez DW 968 od Mszany Dolnej oraz 30 km od Limanowej. Z osiedla prowadzi zielony szlak turystyczny przez Polanę Wały do Półrzeczek, których było kiedyś częścią, przynależąc wówczas do parafii w Dobrej. Ówcześnie rozumiane jako obecne osiedle Białe wraz z osiedlami: Doliny, Domroźnice, Gronik, Klince, Młaka, Równia, Stary Troc oraz Świstak aż do potoku Mogielica. Stanowi również dobre miejsce wypadowe w pobliskie Gorce na Wielki Wierch, Kiczorę i Gorc. W czasie funkcjonowania (do 1963 roku) gorczańskiej, wąskotorowej kolejki leśnej (z Rzek na Bukówkę – osiedle Szczawy) znajdował się tu jeden z jej przystanków.

## Ludność
Ludność Białego etnografowie określają jako odrębną grupę tzw. Białych Górali, do których zaliczają tutejszych mieszkańców.